# Fourberie conjugale
Pour plus de détails, voir Fiche technique et Distribution.
Fourberie conjugale est un film muet français réalisé par un réalisateur non identifié, sorti en 1909.

## Fiche technique
- Titre : Fourberie conjugale
- Réalisation : réalisateur non identifié
- Scénario : Maurice Hennequin
- Photographie :
- Montage :
- Société de production : Société cinématographique des auteurs et gens de lettres (S.C.A.G.L)
- Société de distribution : Pathé Frères
- Pays d'origine :  France
- Langue : film muet avec les intertitres en français
- Métrage : 180 mètres
- Format : Noir et blanc — 35 mm — 1,33:1 — Muet
- Genre : Comédie
- Durée : 6 minutes et 20 secondes
- Numéro de catalogue Pathé : 2941
- Dates de sortie : 
  - France : 23 juillet 1909

## Distribution
- Andrée Marly : Pierrette
- Charles Dechamps : Léandre
- Moricey : Pierrot